# WordGirl
WordGirl ist eine amerikanische Fernsehserie. Die Erstausstrahlung erfolgte am 3. September 2007 auf TVOKids (Kanada), Knowledge Kids (Kanada) und PBS Kids (USA) sowie Children’s Independent Television.

## Handlung
Hauptfigur der Serie ist WordGirl, ein Mädchen mit Superkräften und der geheimen Identität als Studentin Becky Botsford. WordGirl wurde auf dem fiktiven Planeten Lexicon geboren, verließ diesen aber, nachdem sie sich  als Kind auf ein Raumschiff geschlichen und dort eingeschlafen war. Captain Huggy Face, ein Affe, der Pilot der Lexicon Air Force war, steuerte das Schiff, verlor jedoch die Kontrolle, als WordGirl erwachte und landete auf der Erde in Fair City. Die Erde verleiht WordGirl ihre besonderen Fähigkeiten, einschließlich Flug- und Superkraft. WordGirl nutzt diese Kräfte, um ihre Wahlheimat zu retten und nutzt ihr abgestürztes Raumschiff als geheime Operationsbasis. WordGirl und Captain Huggy Face bekämpfen gemeinsam das Verbrechen.
WordGirl wurde von Tim und Sally Botsford adoptiert, die ihr den Namen „Becky“ gaben. Als Studentin Becky Botsford hat sie einen jüngeren Bruder, TJ, der von WordGirl besessen ist, aber dennoch unwissentlich ein typischer Geschwisterrivale für Becky ist. Die Familie Botsford hält Captain Huggy Face als Haustier und nennt ihn „Bob“. Becky besucht die Woodview Elementary School, wo sie eng mit Violet Heaslip und dem Schulzeitungsreporter Todd „Scoops“ Ming befreundet ist.
WordGirl versucht, ihre Superheldenaktivitäten mit ihrem normalen Leben in Einklang zu bringen. Sie kämpft gegen eine Reihe von Bösewichten, die alle anfällig für Malapropismen sind. Gleichzeitig muss sie ihr zweites Leben als Becky schützen und die Menschen davon abhalten, die Wahrheit über sie zu entdecken.

## Produktion
Die Serie entstand bei Scholastic und Soup2Nuts.